# Rocquigny (Aisne)
Rocquigny é uma comuna francesa na região administrativa de Altos da França, no departamento de Aisne. Estende-se por uma área de 10,99 km². Em 2010 a comuna tinha 365 habitantes (densidade: 33,2 hab./km²).